# Relações entre Camboja e Vietnã
As relações entre Camboja e Vietnã ocorrem sob a forma de relações bilaterais entre o Reino do Camboja e a República Socialista do Vietnã. Os dois países têm compartilhado uma fronteira terrestre nos últimos mil anos e compartilham ligações históricas mais recentes por terem sido parte do império colonial francês. Ambos os países são membros da Associação das Nações do Sudeste Asiático (ASEAN).

## História

### Guerra do Vietnã
Após a independência, o Reino do Camboja manteve relações diplomáticas com o Vietnã do Norte e com o Vietnã do Sul. No entanto, tanto o Viet Cong sulista como o Exército do Povo do Vietnã nortista usavam o território cambojano para bases e rotas de abastecimento para combater na Guerra do Vietnã e o governo sulista de Ngo Dinh Diem perseguia adversários políticos até mesmo dentro do território cambojano. Na Conspiração de Banguecoque, o governo de Diem tentou derrubar o governo de Sinahouk e substituí-lo por um regime direitista pró-Sul. O Exército dos Estados Unidos também bombardeou território cambojano em perseguição aos comunistas vietnamitas. O próprio Sihanouk foi acusado de acomodar bases militares vietnamitas no Camboja e tumultos antivietnamitas generalizados culminaram no golpe cambojano de 1970. Apesar das tentativas de negociar com "qualquer que seja (o Estado vietnamita) será mais razoável em ... [demarcar] nossas fronteiras comuns", o líder cambojano Norodom Sihanouk não conseguiu obter uma audiência de um governo vietnamita sobre as disputas territoriais latentes na Cochinchina e especialmente sobre a ilha Phú Quốc. Referindo-se principalmente aos vietcongues que operavam na região fronteiriça, o novo presidente cambojano Lon Nol declarou: "De acordo com a religião budista, deve haver uma guerra. Uma guerra contra os comunistas vietnamitas que consideram a religião seu inimigo". Nol também tentou expulsar os quarenta mil soldados sul-vietnamitas cuja presença no Camboja ultrapassava as próprias forças militares cambojanas. Depois de depor Sihanouk, pró-China, o líder cambojano Lon Nol, apesar de ser anticomunista e ostensivamente do campo "pró-estadunidense", apoiou a Frente Unida para a Libertação das Raças Oprimidas (FULRO) contra todos os vietnamitas, tanto o Vietnã do Vietnã anticomunista quanto dos Viet Congs comunistas. Lon Nol planejou um massacre de todos os vietnamitas no Camboja e uma restauração no Vietnã do Sul de um Estado revivido de Champa.
Os vietnamitas foram massacrados e lançados no rio Mekong pelas mãos das forças anticomunistas de Lon Nol. O Khmer Vermelho mais tarde imitaria as ações de Lon Nol.
O Khmer Vermelho assumiu o poder no Camboja em 1975, pouco antes da queda de Saigon às forças do norte. 

### Guerra Cambojana-Vietnamita
Houve muitas guerras entre o Camboja e o Vietnã. Em 1979, como resultado da guerra cambojana-vietnamita, o Vietnã derrubou o Khmer Vermelho e ocupou o Camboja. Os soldados ocupantes e jornalistas vietnamitas também descobriram evidências dos abusos do Khmer Vermelho, como a prisão de Tuol Sleng, e divulgaram amplamente. Os Estados Unidos inicialmente suspeitaram que os vietnamitas falsificassem essa evidência e advertiu-os a não continuar a marcha de seu exército para a Tailândia, o que de fato fizeram, em perseguição a resistência dos Khmers Vermelhos.

### Eventos recentes
Em 2005, o Vietnã e o Camboja assinaram um tratado complementar ao Tratado de Delimitação de Limites Nacionais de 1985, que o Camboja considerava inaceitável. Como resultado, o Vietnã fez várias reivindicações ao território cambojano com base no tratado que levantou alegações de  transgressão vietnamita. Em uma declaração feita por um ministro do governo da antiga administração colonial da Indochina francesa, o Camboja teria que desistir de duas de suas aldeias para o Vietnã em troca de manter duas aldeias que foram consideradas território cambojano de acordo com o tratado de 1985, Thlok Trach e Anlung Chrey . Não se sabe quais as duas aldeias que o Camboja teria que desistir. Para resolver a disputa, em 2011, o governo cambojano anunciou que iria acelerar o processo de demarcação com o Vietnã.  No dia 24 de junho de 2012, o Vietnã e o Camboja celebraram a demarcação do último marco fronteiriço em sua fronteira compartilhada, marco 314. Os primeiros ministros Nguyen Tan Dung, do Vietnã, e Hun Sen, do Camboja, participaram pessoalmente da celebração para divulgar o novo marco e reafirmaram cooperação e amizade. 